# دانشگاه ملی تسینگ هوآ
دانشگاه ملی تسینگ هوآ (NTHU؛ چینی: 國立清華大學) (انگلیسی: National Tsing Hua University) یا (NTHU) یک دانشگاه تحقیقاتی عمومی در شهر سینچو، تایوان است.
دانشگاه ملی تسینگ هوآ در ابتدا در پکن تأسیس شد. پس از رویداد جنگ داخلی چین، رئیس وقت دانشگاه، «می ییچی»، و دیگر اساتید برجستهٔ دانشگاه به همراه دولت ملی گرا در حال عقب‌نشینی، به تایوان گریختند. در سال ۱۹۵۶، آنها دانشگاه ملی تسینگ هوآ را در سینچو، تایوان؛ که از آن زمان مستقل و متمایز از دانشگاه تسینگ هوآ در پکن باقی مانده‌است، دوباره بر پا کردند.
دانشگاه ملی تسینگ هوآ یکی از شش دانشگاه ملی تحقیقاتی در تایوان است، و به‌طور مداوم در رتبه‌بندی دانشگاه‌های جهان در بین سه دانشگاه برتر تایوان قرار می‌گیرد. در رتبه‌بندی دانشگاه‌های جهانی QS در سال ۲۰۲۲، در بین ۲۰۰ دانشگاه برتر جهان و ۵۰ دانشگاه برتر آسیا قرار گرفته‌است.
این دانشگاه بخشی از یک خوشه تحقیقاتی و نوآوری پیشرو در تایوان، همراه با دانشگاه ملی یانگ مینگ چیائو تونگ، سازمان فضایی ملی، موسسات تحقیقات بهداشت ملی، مؤسسه تحقیقات فناوری صنعتی، مرکز ملی تحقیقات تشعشعات سنکروترون، مرکز ملی عملکرد بالا است. محاسبات، مؤسسه تحقیقات نیمه هادی تایوان، و مؤسسه تحقیقات فناوری صنعتی. خوشه تحقیقاتی و پارک علمی سینچو همسایهٔ آن نقش کلیدی در صنعت نیمه‌هادی جهانی دارند.
امروزه ۱۲ کالج یا مدرسه، ۲۶ بخش و ۳۰ مؤسسه فارغ‌التحصیلی وابسته به NTHU وجود دارد. کالج علوم هسته‌ای NTHU تنها مؤسسه آموزشی و تحقیقاتی است که بر کاربردهای صلح آمیز انرژی هسته‌ای در تایوان تمرکز دارد.
NTHU طیف وسیعی از فارغ التحصیلان برجسته را آموزش داده‌است، از جمله برندگان جایزه نوبل چن نینگ یانگ، تسونگ-دائو لی و یوان تسه لی.